# Oberheiligenhoven
Oberheiligenhoven ist ein Ort in der Gemeinde Lindlar, Oberbergischer Kreis im Regierungsbezirk Köln in Nordrhein-Westfalen (Deutschland). 

## Lage und Beschreibung
Oberheiligenhoven liegt im Südwesten von Lindlar im Tal des Lennefer Baches. Die Nachbarorte sind Lindlar, Voßbruch, Steinscheid und Krähenhof. Die Orte Ober-, Mittel und Oberheiligenhoven werden, obwohl sie nicht in unmittelbarer Nachbarschaft zueinander liegen, auch mit der gemeinsamen Ortsbezeichnung Heiligenhoven benannt.

## Geschichte
1413 wird Heiligenhoven erstmals in einem Kämmereiregister des Fronhofs Lindlar mit der Bezeichnung „Heiligenhoeven“ genannt.
Um 1800 wird eine Mühle in der Nähe des Schlosses erwähnt. In der Karte Topographische Aufnahme der Rheinlande von 1825 ist ein Mühlensymbol an einem „steinernen Haus“ unterhalb des Schlosses verzeichnet. 1830 wohnten in Oberheiligenhoven 17 Einwohner.
Die Gemeinde- und Gutbezirksstatistik der Rheinprovinz führt das Rittergut Oberheiligenhoven 1871 mit einem Wohnhaus und 16 Einwohnern auf.

## Sehenswürdigkeiten
- Das LVR-Freilichtmuseum Lindlar
- Das im Ort gelegene Schloss Heiligenhoven mit Schlosspark
- Die im Ort Unterheiligenhoven gelegene Burgruine Unterheiligenhoven mit der nebenan gelegenen Dreifaltigkeitskapelle

## Busverbindungen
Über die Haltestelle Oberheiligenhoven der Linien 331 und 398 (OVAG) ist der Ort an den öffentlichen Personennahverkehr angeschlossen.

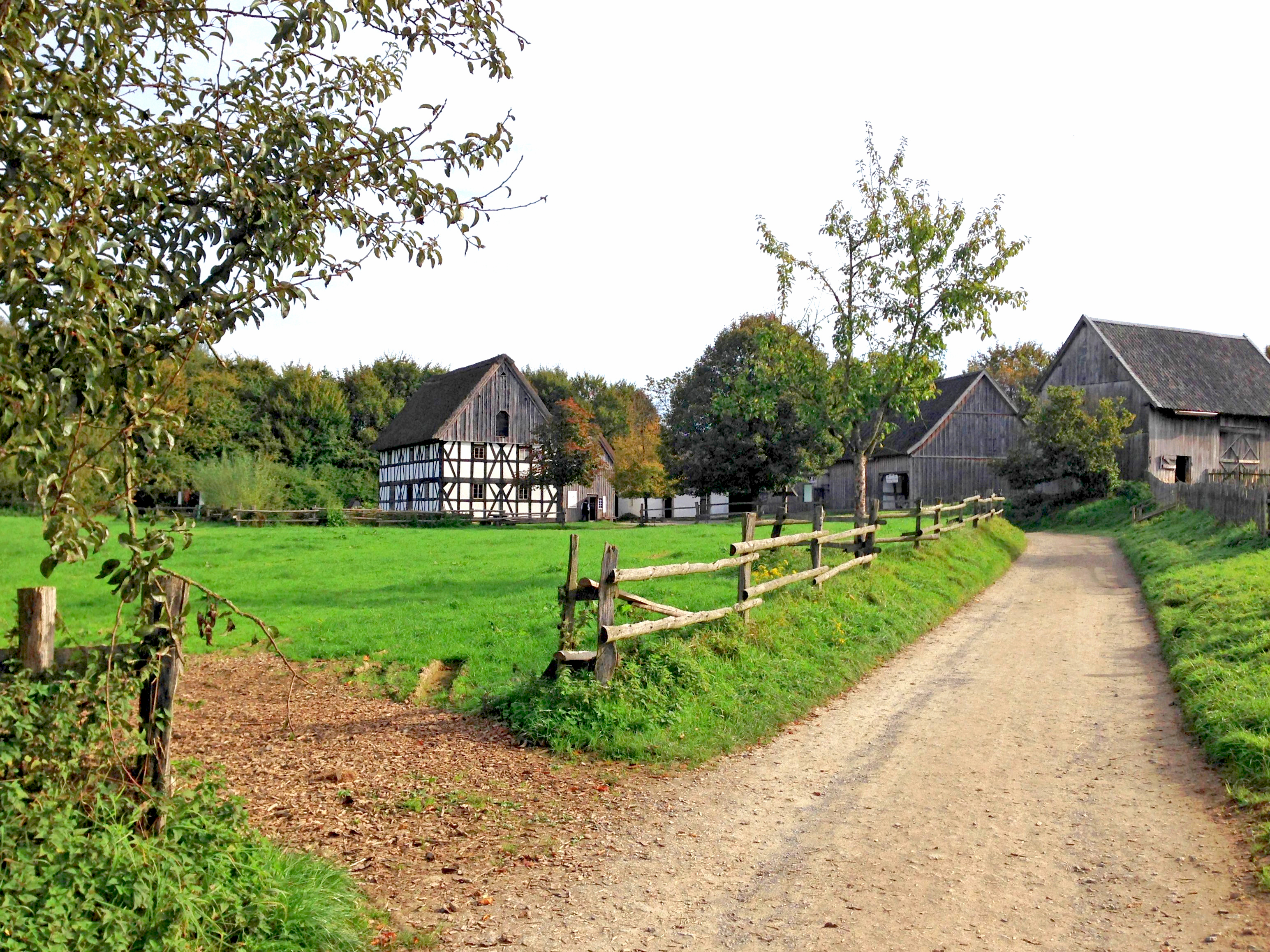
Bergisches Freilichtmuseum (LVR)
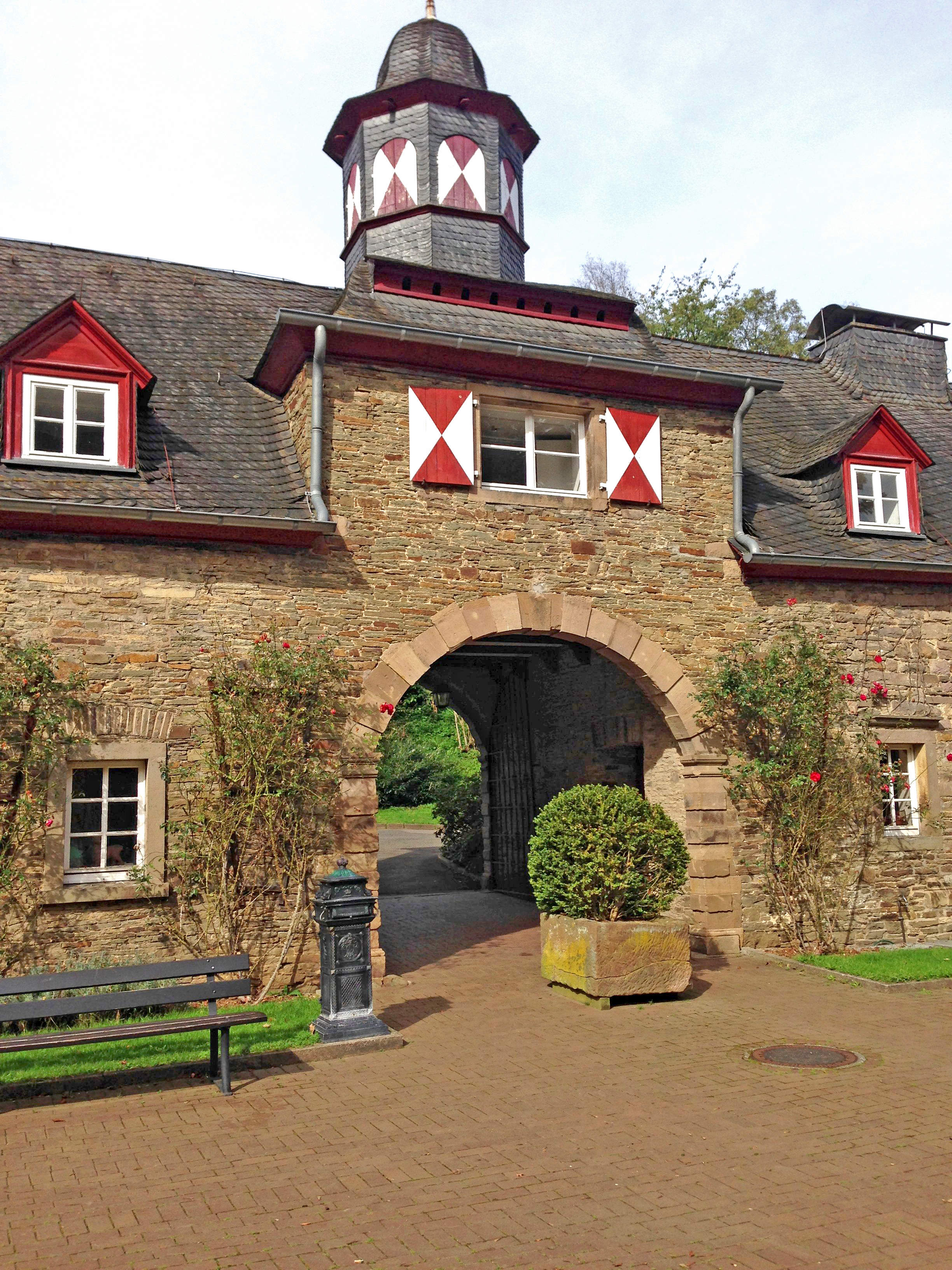
Tor Vorburg Schloss Heiligenhoven
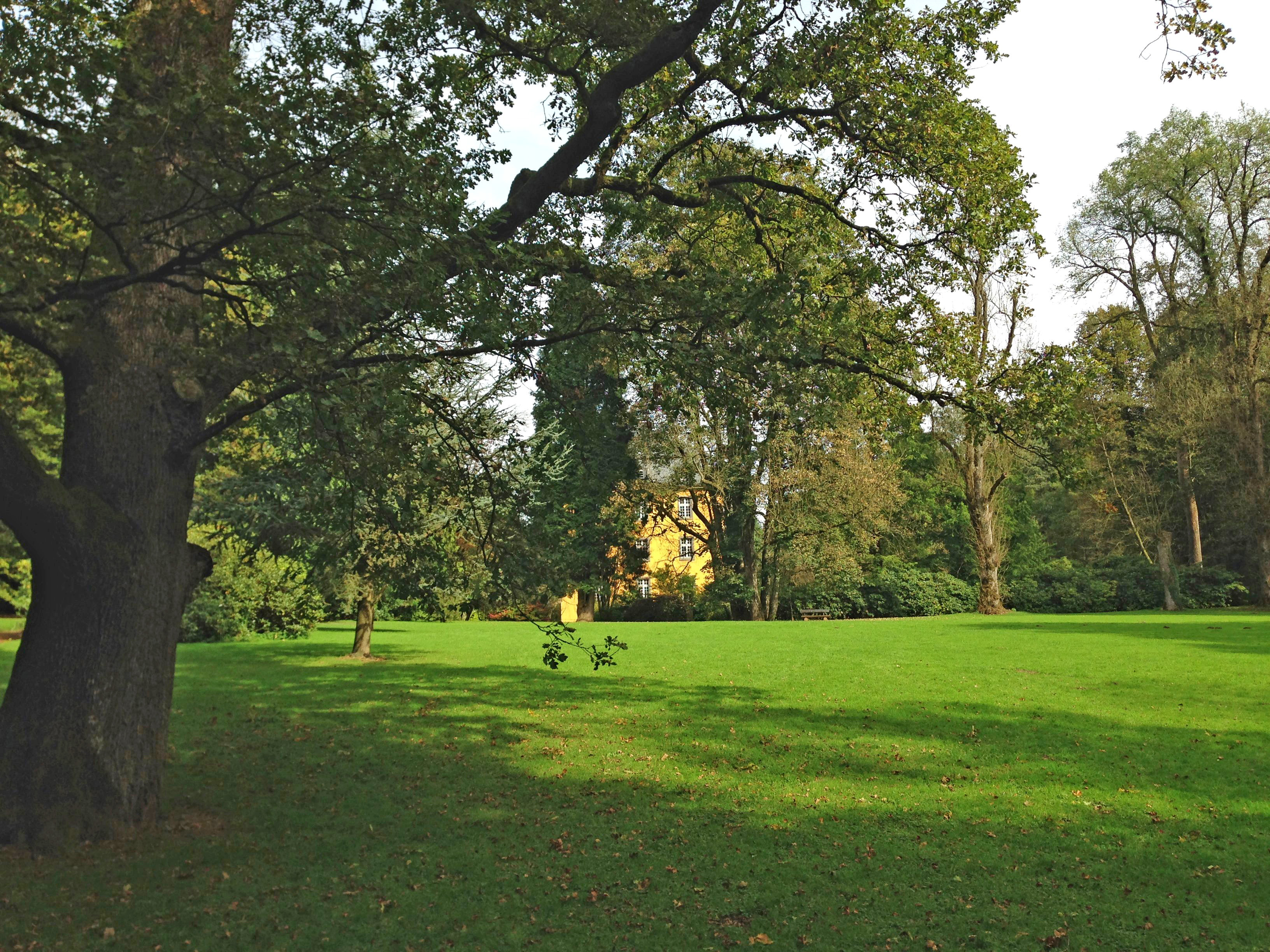
Schlosspark